# Ameri Tbilissi
Maillots
Le Sapekhburto K'lubi Ameri Tbilissi (en géorgien : საფეხბურთო კლუბი ამერი თბილისი), plus couramment abrégé en Ameri Tbilissi, est un ancien club géorgien de football fondé en 2002 et disparu en 2009, et basé à Gldani, quartier de Tbilissi, la capitale du pays.

## Histoire
Le club disparaît en 2009 en raison de problèmes financiers.

## Bilan sportif

### Palmarès
| \| - Coupe de Géorgie (2) : - Vainqueur : 2005-06 et 2006-07. - Finaliste : 2007-08. - Supercoupe de Géorgie (2) : - Vainqueur : 2006 et 2007. \| \| - Championnat de Géorgie D2 (1) : - Vainqueur : 2004-05. \| |  |                                                          |
| - Coupe de Géorgie (2) : - Vainqueur : 2005-06 et 2006-07. - Finaliste : 2007-08. - Supercoupe de Géorgie (2) : - Vainqueur : 2006 et 2007.                                                                      |  | - Championnat de Géorgie D2 (1) : - Vainqueur : 2004-05. |

### Bilan européen
Note : dans les résultats ci-dessous, le score du club est toujours donné en premier.
| Saison    | Compétition | Tour            | Club           | Domicile | Extérieur | Total             |
| --------- | ----------- | --------------- | -------------- | -------- | --------- | ----------------- |
| 2006-2007 | Coupe UEFA  | Premier tour Q  | Banants Erevan | 0 - 1    | 2 - 1     | 2E - 2            |
| 2006-2007 | Coupe UEFA  | Deuxième tour Q | Hertha Berlin  | 2 - 2    | 0 - 1     | 2 - 3             |
| 2007-2008 | Coupe UEFA  | Premier tour Q  | GKS Bełchatów  | 2 - 0    | 0 - 2 ap  | 2 - 2 (2 - 4 tab) |

Légende
- Victoire ou qualification pour le tour suivant.
- Match nul.
- Défaite ou élimination de la compétition.

## Personnalités du club

### Présidents du club
- Zurab Potskhveria

### Entraîneurs du club
- Giorgi Chikhradze